# Station Harestua
Station Harestua is een station in Harestua in de gemeente Lunner in fylke Viken in Noorwegen. Het station aan Gjøvikbanen werd geopend in 1901. Het werd ontworpen door Paul Due. In 2012 werd het gesloten. Tussen Harestua en Furumo werd een nieuw station geopend dat beide oude stations vervangt.